# Supercopa de España de Baloncesto 2019
La Supercopa de España de Baloncesto 2019 o Supercopa Endesa fue la 16.ª edición del torneo desde que está organizada por la ACB y la 20.ª desde su fundación. Se disputó en el Wizink Center de Madrid durante los días 21 y 22 de septiembre de 2019. El sorteo de las eliminatorias se realizó el día 2 de septiembre.
En esta edición el Real Madrid conquistó su sexto título de Supercopa de España, igualando al FC Barcelona en el palmarés.

## Equipos participantes
Los equipos participantes de acuerdo a los criterios de participación establecidos por la ACB fueron:
| Equipo               | Clasificación                     | Participación |
| -------------------- | --------------------------------- | ------------- |
| Real Madrid          | Campeón de la Liga Endesa         | 17.ª          |
| Barça                | Campeón de la Copa de S.M. el Rey | 15.ª          |
| Valencia Basket      | Campeón de la Eurocup             | 5.ª           |
| Montakit Fuenlabrada | Anfitrión (invitado)              | 1.ª           |

## Árbitros
Los árbitros elegidos para arbitrar los encuentros de esta edición fueron:
- Jordi Aliaga
- Fernando Calatrava

- Carlos Cortés
- Raúl Zamorano

- Daniel Hierrezuelo

- Carlos Peruga

## Cuadro
|  | Semifinales          | Semifinales |             |       | Final | Final |  |
|  |                      |             |             |       |       |       |  |
|  |                      |             |             |       |       |       |  |
|  | Barça                | 71          |             |       |       |       |  |
|  | Barça                | 71          |             |       |       |       |  |
|  | Valencia Basket      | 65          |             |       |       |       |  |
|  | Valencia Basket      | 65          |             | Barça | 79    |       |  |
|  |                      |             |             | Barça | 79    |       |  |
|  |                      |             | Real Madrid | 89    |       |       |  |
|  | Real Madrid          | 116         | Real Madrid | 89    |       |       |  |
|  | Real Madrid          | 116         |             |       |       |       |  |
|  | Montakit Fuenlabrada | 61          |             |       |       |       |  |
|  | Montakit Fuenlabrada | 61          |             |       |       |       |  |
|  |                      |             |             |       |       |       |  |

## Semifinales
| 21 de septiembre de 2019 18:30 (CEST) | Barça                                                              | 71–65                      | Valencia Basket                                                     | |  |
|                                       | Parciales: 15-15, 14-17, 20-17, 22-16                              |                            |                                                                     | |  |
|                                       | Estadísticas Higgins 15 Tomić, Mirotić 5 Pangos 5 Claver 15 (val.) | Reporte Pts Reb Asts Otros | Estadísticas 17 Marinković 6 Dubljević 5 Vives 12 (val.) Marinković | Pabellón: Wizink Center, Madrid Asistencia: 11018 espectadores Árbitros: Daniel Hierrezuelo Carlos Cortés Raúl Zamorano Televisión: |  |

| 21 de septiembre de 2019 21:00 (CEST) | Real Madrid                                                      | 116–61                     | Montakit Fuenlabrada                                                   | |  |
|                                       | Parciales: 28-11, 24-10, 31-22, 33-18                            |                            |                                                                        | |  |
|                                       | Estadísticas Carroll 18 Tavares 10 Campazzo 9 Campazzo 26 (val.) | Reporte Pts Reb Asts Otros | Estadísticas 11 Bobrov 12 Mockevičius 12 Rowland 12 (val.) Mockevičius | Pabellón: Wizink Center, Madrid Asistencia: 11853 espectadores Árbitros: Carlos Peruga Fernando Calatrava Jordi Aliaga Televisión: |  |

## Final
| 22 de septiembre de 2019 19:00 (CEST) | Real Madrid                                                     | 89–79                      | Barça                                                      | |  |
|                                       | Parciales: 21-20, 27-13, 21-30, 20-16                           |                            |                                                            | |  |
|                                       | Estadísticas Campazzo 16 Mickey 7 Campazzo 5 Campazzo 22 (val.) | Reporte Pts Reb Asts Otros | Estadísticas 23 Davies 6 Mirotić 5 Pangos 20 (val.) Davies | Pabellón: Wizink Center, Madrid Asistencia: 12348 espectadores Árbitros: Carlos Peruga Fernando Calatrava Daniel Hierrezuelo Televisión: |  |

## Concurso de Triples
Brock Motum, jugador del Valencia Basket fue el ganador del Concurso de Triples El Corte Inglés tras ganar a Yurena Díaz en la clasificación matinal, superar al madridista Jaycee Carroll en semifinales por 26 a 24 y vencer en la final al recientemente retirado Marko Popovic por 21-17.